# Кирчешть
Кирчешть, Кирчешті (рум. Cârcești) — село у повіті Арджеш в Румунії. Входить до складу комуни Кука.
Село розташоване на відстані 136 км на північний захід від Бухареста, 28 км на північний захід від Пітешть, 90 км на північний схід від Крайови, 114 км на південний захід від Брашова.

## Населення
За даними перепису населення 2002 року у селі проживали 288 осіб, усі — румуни. Усі жителі села рідною мовою назвали румунську.